# Аммерсвіль
Аммерсвіль (нім. Ammerswil) — громада  в Швейцарії в кантоні Ааргау, округ Ленцбург.

## Географія
Громада розташована на відстані близько 75 км на північний схід від Берна, 13 км на схід від Аарау.
Аммерсвіль має площу 3,2 км², з яких на 9,1% дозволяється будівництво (житлове та будівництво доріг), 33,1% використовуються в сільськогосподарських цілях, 57,8% зайнято лісами, 0% не є продуктивними (річки, льодовики або гори).

## Демографія
2019 року в громаді мешкало 722 особи (+5,9% порівняно з 2010 роком), іноземців було 13,7%. Густота населення становила 226 осіб/км².
За віковим діапазоном населення розподілялося таким чином: 23,7% — особи молодші 20 років, 62,3% — особи у віці 20—64 років, 14% — особи у віці 65 років та старші. Було 289 помешкань (у середньому 2,5 особи в помешканні).
Із загальної кількості 153 працюючих 58 було зайнятих в первинному секторі, 32 — в обробній промисловості, 63 — в галузі послуг.